# Station Hatfield
Hatfield is een spoorwegstation van National Rail in Hatfield, Welwyn Hatfield in Engeland. Het station is eigendom van Network Rail en wordt beheerd door Govia Thameslink Railway. 